# Nationalité algérienne
 (juillet 2020).
Si vous disposez d'ouvrages ou d'articles de référence ou si vous connaissez des sites web de qualité traitant du thème abordé ici, merci de compléter l'article en donnant les références utiles à sa vérifiabilité et en les liant à la section « Notes et références ».

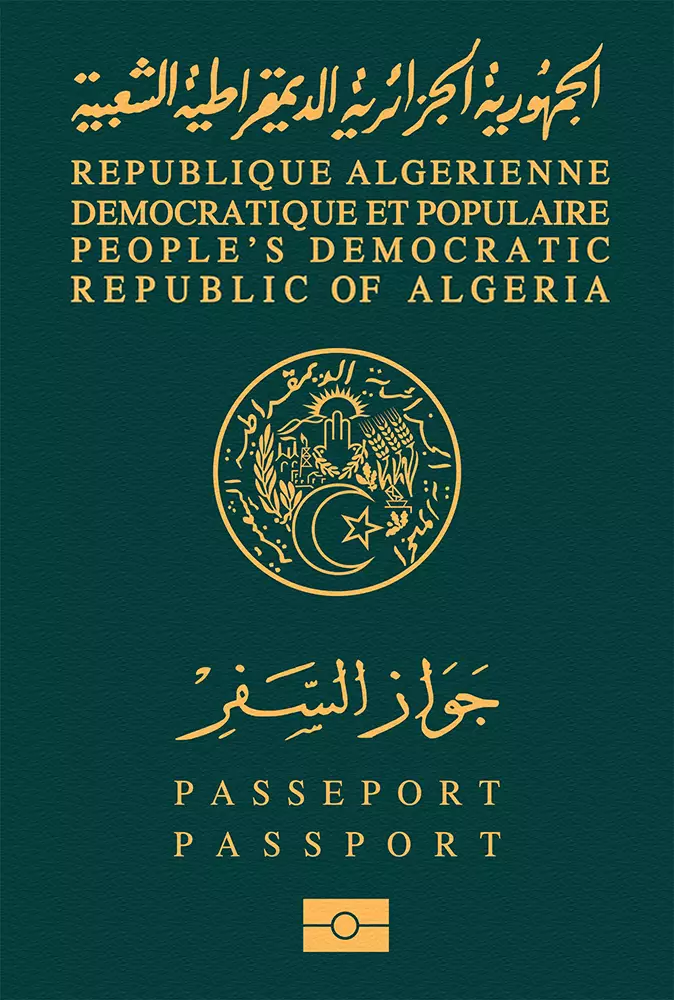
Passeport algérien.

La nationalité algérienne, est un attribut juridique qui lie toutes personnes physiques ou morales originaires de la République algérienne démocratique et populaire à tous les droits et prérogatives attachés à cette nationalité.

## Textes sur la nationalité
- Textes initiaux : Loi no 63-96 du 27 mars 1963 portant Code de la nationalité algérienne.
- Réformes : Ordonnance no 70-86 du 15 décembre 1970 portant Code de la nationalité algérienne
- Dernière vague de réformes :  Ordonnance no 05-01 du 27 février 2005 modifiant et complétant l’ordonnance no 70-86 du 15 décembre 1970 portant code de la nationalité algérienne

## Personnes physiques

### Par filiation
Est considéré comme Algérien l'enfant né de père algérien ou de mère algérienne (article 6).

Selon l'article 32 du Code de la nationalité : 
Lorsque la nationalité algérienne est revendiquée à titre de nationalité d’origine, elle peut être prouvée par la filiation découlant de deux ascendants en ligne paternelle ou maternelle, nés en Algérie et y ayant joui du statut musulman.
Elle peut également être prouvée par tous moyens et notamment par la possession d'état.
La possession d'état de national algérien résulte d'un ensemble de faits publics notoires et non équivoques établissant que l'intéressé et ses parents se sont comportés comme des Algériens et ont été considérés comme tels, tant par les autorités publiques que par les particuliers.

Les dispostions qui précèdent, ne portent par atteinte aux droits résultant de l'acquisition de la nationalité algérienne par le bienfait de la loi.

### Par naissance
Est de nationalité algérienne par la naissance en Algérie :
L’enfant né en Algérie de parents inconnus sera réputé n’avoir jamais été algérien si, au cours de sa minorité, sa filiation est légalement établie à l'égard d’un étranger ou d’une étrangère et s’il a, conformément à la loi nationale de cet étranger ou de cette étrangère, la nationalité de celui-ci.
La loi indique aussi que, l'enfant nouveau-né trouvé en Algérie est présumé, jusqu'à preuve du contraire, né en Algérie.
Il est aussi considéré algérien l'enfant né en Algérie de père inconnu et d'une mère dont seul le nom figure sur son acte de naissance, sans autre mention pouvant prouver la nationalité de celle-ci.

### Adoption
L'adoption n'existe pas en droit algérien, seule la kafala est autorisée.

### Par mariage
Cette loi est en vigueur depuis 1994.
La nationalité algérienne peut s’acquérir par le mariage avec un Algérien ou avec une Algérienne, par décret dans les conditions suivantes :
- Prouver que le mariage est légal et effectivement établi depuis trois années au moins au moment de l’introduction de la demande de naturalisation.
- Avoir une bonne conduite et être de bonne moralité.
- Justifier de moyens d’existence suffisants.
- Il peut ne pas être tenu compte d’une condamnation intervenue à l’étranger.

### Par naturalisation
Peut être naturalisé, l'étranger qui a rendu des services exceptionnels à l'Algérie ou dont l'infirmité ou la maladie a été contractée au service ou dans l'intérêt de l'Algérie. Peut être également naturalisé, l'étranger dont la naturalisation présente un intérêt exceptionnel pour l'Algérie. Le conjoint et les enfants de l'étranger décédé, qui aurait pu de son vivant entrer dans la catégorie prévue à l'alinéa premier ci-dessus, peuvent demander sa naturalisation à titre posthume, en même temps que leur demande de naturalisation.
La naturalisation est accordée par décret présidentiel. Le décret de naturalisation peut, à la demande de l'intéressé, changer ses nom et prénoms. Sur ordre du ministère public, l'officier de l'état civil se charge de porter les mentions relatives à la naturalisation sur les registres de l'état civil et, le cas échéant, de changer les noms et prénoms.
Par effets collectifs, les enfants mineurs d'une personne qui acquiert la nationalité algérienne, deviennent Algériens en même temps que leur parent. Cependant, ils ont la faculté de renoncer à la nationalité algérienne dans un délai de deux ans à compter de leur majorité.
Le bénéfice de la naturalisation peut toujours être retiré à son bénéficiaire, s'il apparaît, au cours des deux années suivant la publication du décret de naturalisation au Journal officiel de la République algérienne démocratique et populaire, qu'il ne remplissait pas les conditions prévues par la loi ou que la naturalisation a été obtenue par des moyens frauduleux.
Le retrait a lieu dans les mêmes formes que l'octroi de la naturalisation. Cependant, l'intéressé, dûment averti, a la faculté, dans un délai deux mois à compter de l'avertissement, de produire ses moyens de défense. Lorsque la validité des actes passés antérieurement à la publication de la décision de retrait était subordonnée à la possession par l’intéressé de la qualité d'Algérien, cette validité ne peut être contestée pour le motif que l'intéressé n'a pas acquis la nationalité algérienne.

## Renoncement à la nationalité algérienne
Peut renoncer à la nationalité algérienne (article 18) :
- L’Algérien qui a acquis volontairement à l’étranger une nationalité étrangère et qui est autorisé par décret à renoncer à la nationalité algérienne.
- L’Algérien, même mineur, qui ayant une nationalité étrangère d’origine et qui est autorisé par décret à renoncer à la nationalité algérienne.
- La femme algérienne qui, épousant un étranger, acquiert effectivement du fait de son mariage la nationalité de son mari et a été autorisée par décret à renoncer à la nationalité algérienne.
- L’Algérien qui déclare répudier la nationalité algérienne dans le cas visé à l’article 17, alinéa 2 : Art. 17. (Modifié) - Effets collectifs : les enfants mineurs d’une personne qui acquiert la nationalité algérienne, en vertu de l’article 10 de la présente loi, deviennent algériens en même temps que leur parent. Cependant, ils ont la faculté de renoncer à la nationalité algérienne dans un délai de deux ans à compter de leur majorité.

Il faut noter que le code algérien de la nationalité n’autorise pas les individus nés avec au moins deux nationalités dont l’algérienne à renoncer à cette dernière. Un individu né Algérien et Français, qui n'a donc pas accompli de démarche volontaire pour acquérir la nationalité française, n’entre pas dans le cadre de l’article 18 et ne peut pas renoncer à sa nationalité algérienne. Le choix peut à la limite se faire au détriment de la nationalité française, puisque la répudiation est possible côté français dans certains cas.

## Déchéance de la nationalité algérienne
Toute personne qui a acquis la nationalité algérienne peut en être déchue :
- Si elle est condamnée pour un acte qualifié de crime ou délit constituant une atteinte aux intérêts fondamentaux de l'Algérie ;
- Si elle est condamnée, en Algérie ou à l'étranger pour un acte qualifié de crime, à une peine de plus de cinq (5) ans d'emprisonnement ;
- Si elle a accompli au profit d'une partie étrangère à des actes incompatibles avec la qualité d'Algérien et préjudiciables aux intérêts de l'État.

La déchéance n'est encourue que si les faits reprochés à l'intéressé se sont produits pendant un délai de dix (10) ans, à compter de la date d’acquisition de la nationalité algérienne.
En février 2021, le gouvernement algérien annonce la préparation d’un projet de loi portant sur la « déchéance de la nationalité acquise ou d’origine à tout Algérien qui commet à l’étranger des actes graves et préjudiciables aux intérêts de l’État et attentant à l’unité nationale ». Ce projet est contesté et donne lieu à de vives polémiques,. Finalement, en avril 2021, Abdelmadjid Tebboune annonce le retrait de ce projet de loi.